# Gmina Bosilegrad
Gmina Bosilegrad (serb. Opština Bosilegrad / Општина Босилеград) – jednostka administracyjna najniższego szczebla w Serbii, w okręgu pczyńskim. W 2011 roku zamieszkiwana przez 8129 osób, większość mieszkańców stanowili Bułgarzy (ponad 70%). W 2014 roku mieszkało tu już jedynie 7729 osób.
W 2007 roku mieszkało tu 8758 osób. Powierzchnia gminy wyniosła 571 km², z czego 61,7% wykorzystywano do celów przemysłowych.

## Demografia

### Narodowości
| Spis narodowości w 2002: - Bułgarzy – 70,86%, - Serbowie – 13,17%, - Jugosłowianie – 2,9%, - nie podano – 11,3%. | Spis narodowości w 2011: - Bułgarzy – 71,83% (5839) - Serbowie – 11,01%, (895) - Romowie – 1,99% (162) - pozostali – 15,17% (1233). |

## Miejscowości

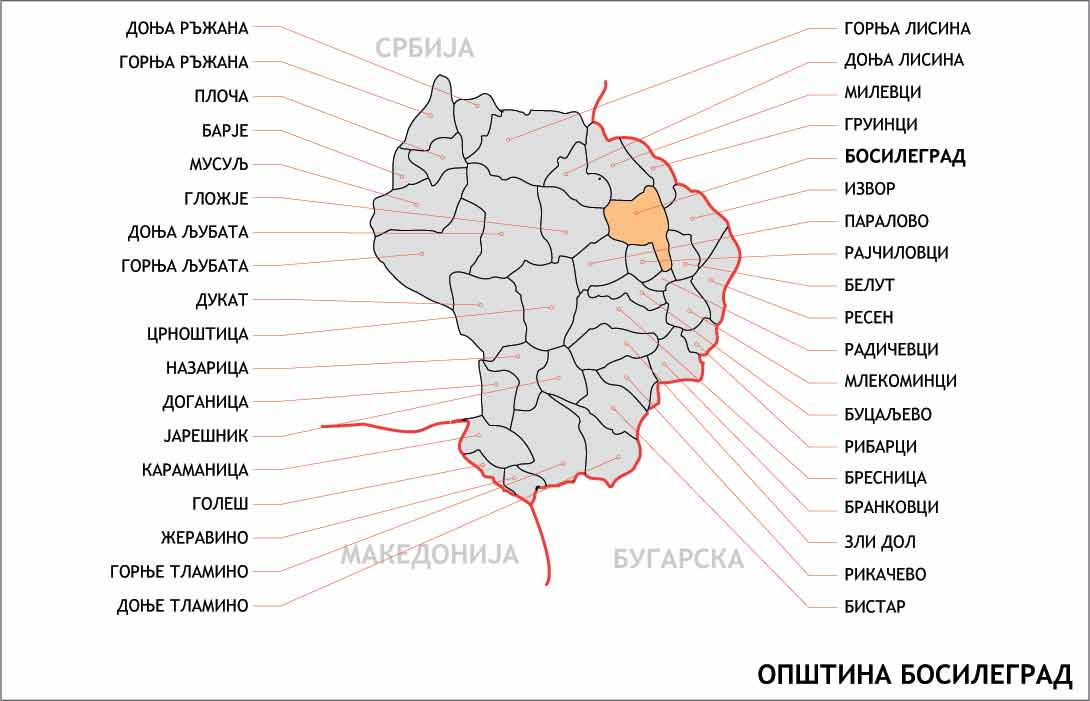
Miejscowości gminy Bosilegrad

W gminie Bosilegrad istnieje jeden ośrodek miejski (Bosilegrad) i 36 wsi. Są to:

- Barje
- Belut
- Bistar
- Brankovci
- Bresnica
- Buceljevo
- Crnoštica
- Doganica
- Donja Lisina
- Donja Ljubata
- Donja Ržana
- Donje Tlamino
- Dukat
- Gložje
- Goleš
- Gornja Lisina
- Gornja Ljubata
- Gornja Ržana
- Gornje Tlamino
- Grujinci
- Izvor
- Jarešnik
- Karamanica
- Milevci
- Mlekominci
- Musulj
- Nazarica
- Paralovo
- Ploča
- Radičevci
- Rajčilovci
- Resen
- Ribarci
- Rikačevo
- Zli Dol
- Žeravino